# Peter Queck
Peter Queck (* 4. März 1911; † unbekannt) war ein deutscher Fußballspieler.

## Sportlicher Werdegang
Queck spielte Ende der 1930er Jahre für Rhenania Würselen, ehe der Allrounder kriegsbedingt 1940 zum VfL Osnabrück kam. Zunächst kehrte er zu Rhenania Würselen zurück, ab 1943 lief er für Rapid Wien in der Gauliga Ostmark auf. Dort erzielte er vornehmlich als Stürmer eingesetzt vor Abbruch der Meisterschaft im Frühjahr 1945 13 Tore in 23 Spielen. 
Nach dem Zweiten Weltkrieg kehrte Queck zu Rhenania Würselen zurück. Dort lief er noch mindestens bis 1950 auf und kam noch zu 26 Einsätzen in der Oberliga West.